# Zaglyptomorpha auxiliadorae
Zaglyptomorpha auxiliadorae är en stekelart som beskrevs av Carolina Godoy och Ian D. Gauld 2002. Zaglyptomorpha auxiliadorae ingår i släktet Zaglyptomorpha och familjen brokparasitsteklar. Inga underarter finns listade i Catalogue of Life.